# Iglesia de Santa María (Salas de los Infantes)
La iglesia de Santa María, dedicada a la Virgen María, es un templo católico ubicado en Salas de los Infantes, en la provincia de Burgos, comunidad de Castilla y León, España. Fue construida en los siglos XV y XVI, y es de traza gótica. Posee mobiliario de interés, pero es particularmente famosa por una hornacina en la que se encierra el arca que contiene las cabezas de los semilegendarios Siete Infantes de Lara, que dan su nombre a la localidad. Entre su patrimonio podemos encontrar el Retablo de Santa María, y el Retablo de San Benito.

## Descripción
La podemos encontrar en el mismo barrio de Santa María, a 300 metros del centro urbano. Esta iglesia parroquial está dedicada a Santa María, su traza es gótica y fue edificada en los siglos XV y XVI aunque más tarde se añadieron construcciones. La puerta principal de la iglesia se encuentra orientada al sur, justo debajo de la gran torre; data de 1549 y se adorna con casetones, relieves, columnas y estatuas renacentistas.
En la fachada podemos encontrar una serie de sentencias grabadas:
- En la casa del que jura no faltará desventura
- La maldición de la madre abrasa y destruye de raíz hijos y casa

Dentro del templo presenta planta de cruz latina, de tres naves y bóveda de crucería, presidido por su alta mayor, renacentista, que está dedicado a la Virgen. Justo a la izquierda del alta mayor, empotrada en el muro, se halla la hornacina que encierra el arca con los despojos de las cabezas de los Siete Infantes de Lara y de su ayo Nuño Salido. Fe de su acto histórico contenido dan las actas levantadas en 1579, 1737, 1925 y 1974.
Una robusta barbacana con las cruces que hay o faltan de un Calvario, rodea el atrio; en él se levanta un artístico crucero que destaca por su cruz arzobispal metropolitana (de dos trazos horizontales), del siglo XVII, época en que Burgos ya era Arzobispado, y tenía en Salas el límite con el Obispado de Osma. Un sencillo monolito recuerda a los 17 jóvenes de Salas que murieron en la guerra civil de 1936-39. Los árboles que vemos son abedules. A pocos metros de la iglesia se conservan varias tumbas antropomórficas altomedievales y unos trozos de árboles fosilizados que superan los 120 millones de años.

### Mobiliario
Retablo de Santa María.
Con influencias de Berruguete y que fue realizado en la segunda mitad del siglo XVI, consta de un banco y tres cuerpos con tres calles y cuatro entrecalles, rematadas en un ático con el Calvario. En el banco cuatro medallones presentan a los cuatro Evangelistas, sedentes, en actitud de escribir sus evangelios, mirando hacia el sagrario. A la izquierda se disponen San Juan y San Lucas, y a la derecha, San Mateo y San Marcos, acompañados por sus respectivos símbolos. Cuatro paneles, con escenas de la Pasión de Cristo separan los medallones. De izquierda a derecha: la Entrada triunfal de Jesús de Jerusalén, la Oración en el Huerto, Ecce Homo y Jesús con la cruz a cuestas camino del Calvario.
Dos relieves con la Presentación de la Virgen en el Templo y la Adoración de los Magos ocupan el primer cuerpo, a ambos lados de la calle central donde se abre una hornacina avenerada, con la charnela hacia fuera, en donde se sitúa la bella imagen de la Virgen con el Niño. La Virgen, de rostro dulce y maternal, aún conserva una cierta belleza de reminiscencias góticas.
En el exterior del doble arco, adornado con cabezas aladas de querubines (elemento muy repetido en la decoración del retablo), se lee la siguiente inscripción en honor de la Virgen: REGINA CELORUM AVE MATER ANGELORUM AVE. A los lados de la hornacina dos relieves representan la Anunciación y la Adoración de los Pastores. 
Las hornacinas de las entrecalles de los tres cuerpos, cobijan a los doce Apóstoles, flanqueados por columnas estriadas. La Presentación en el Templo y el Niño Jesús discutiendo entre los Doctores ocupan las calles laterales del segundo cuerpo, mientras en el tercero son los relieves de dos Santos Obispos de los que flanquean, en el cuerpo central, el gracioso grupo de la Asunción de la Virgen rodeada de ángeles, bajo el Calvario que corona el ático, sobremontado por el busto del Padre Eterno. Como remate de las calles laterales dos tímpanos semicirculares con cabezas aladas de querubines, medallones, bichas y otros finos elementos decorativos renacentistas.
Retablo de San Benito.
A mediados del siglo XVII, don Miguel de Morate Montero, familiar del Santo Oficio de la Inquisición, según reza una inscripción en el banco, mandó construir a sus expensas, el retablo que ocupa la nave de la Epístola, dedicado a San Benito. Es una obra clasicista que bien pudiera atribuirse el escultor Francisco Martínez, vecino de la villa de Salas y autor de varias obras en la zona. Preside, en el primer cuerpo la imagen del Santo titular entre las de San Bernardo y San Antón. 
En el segundo cuerpo la Inmaculada Concepción y a sus lados San José con el Niño y una imagen posterior. Y en el ático Cristo crucificado.
En la sacristía de magníficas proporciones, se guardan ropas litúrgicas y algunas tallas de interés, como San Pedro, San Pablo y San Juan Bautista, renacentistas, aunque con repintes del siglo XVIII. Extraordinaria es la cruz procesional románica de los siglos XII-XIII. De cobre dorado y grabado con motivos geométricos y florales sostiene a Cristo coronado, con paño de pureza largo, y sin cruzar los pies. Los ojos del crucificado son de esmalte azul, así como la faldilla, esmaltada también en tonos azules y turquesa, con un broche rojo en el cinturón. Faltan los adornos de los extremos flordelisados de la cruz.